# Joshua Mar Nichodimos
Nikodem (ur. 8 października 1962) – duchowny Malankarskiego Kościoła Ortodoksyjnego, od 2010 biskup diecezji Nilackal w Ranni. Sakrę biskupią otrzymał 12 maja 2010.